# Oliven-slægten
Oliven (Olea) er en slægt med ca. 30 arter, som er udbredt i Europa, Afrika, Sydasien og Australien. Det er stedsegrønne træer og buske, der bærer små, modsatte blade med hel rand. Blomsterne er regelmæssige og 4-tallige. Frugten er en stenfrugt.
| Beskrevne arter |

- Oliven (Olea europaea)
- Sort Jerntræ (Olea laurifolia)

| Andre arter |

| - Olea ambrensis - Olea borneensis - Olea brachiata - Olea capensis - Olea caudatilimba - Olea chimanimani - Olea cordatula - Olea dioica - Olea europaea - Olea exasperata - Olea gagnepainii | - Olea gamblei - Olea hainanensis - Olea javanica - Olea lancea - Olea laxiflora - Olea moluccensis - Olea neriifolia - Olea obovata - Olea palawanensis - Olea paniculata - Olea parvilimba | - Olea polygama - Olea rosea Craib - Olea rubrovenia - Olea salicifolia - Olea schliebenii - Olea tetragonoclada - Olea tsoongii - Olea welwitschii - Olea wightiana - Olea woodiana - Olea yuennanensis |